# شاندلير ديفيد أوينز سينيور
شاندلير ديفيد أوينز سينيور (بالإنجليزية: Chandler David Owens)‏ هو قسيس أمريكي، ولد في 1 أكتوبر 1931 في برمنغهام في الولايات المتحدة، وتوفي في 6 مارس 2011 في أتلانتا في الولايات المتحدة.